# Anthanassa archesilea
Anthanassa archesilea är en fjärilsart som beskrevs av Felder 1869. Anthanassa archesilea ingår i släktet Anthanassa och familjen praktfjärilar. Inga underarter finns listade i Catalogue of Life.